# Nur-Ali Borumand
Nur-Ali Borumand, auch Nour Ali Boroumand (persisch نورعلی برومند Nūr-ʿAlī Borūmand * 1905 in Teheran, Iran; † 20. Januar 1977 in Teheran), war ein iranischer Musiker und Musiktheoretiker, der tār, setār und santūr spielte. Er gilt als einer der bedeutendsten Vermittler und Bewahrer der klassischen iranischen Musik im 20. Jahrhundert.

## Leben
Borumand wurde in eine wohlhabende Familie in Teheran geboren, die ursprünglich aus Isfahan stammte. Sein Vater war Juwelier und Musikliebhaber, der jedoch nicht selbst musizierte, sondern regelmäßig Musiker zu Auftritten in das Haus der Familie einlud. Bis auf zwei Onkel auf mütterlicher Seite, die als Amateurmusiker auftraten, musizierte niemand in seiner Verwandtschaft. Musik gehörte dennoch wie Malerei zu den Dingen, die in einem kultivierten Haushalt ständig präsent waren. Der Junge lernte bei den Aufführungen viele der seiner Zeit berühmtesten Musiker kennen, darunter den Komponisten und Spieler der Langhalslaute tār Darvīš Khan (1872–1926), den Santur-Spieler Soma Huzur und Hossein Khan, der die Stachelfiedel kamantsche spielte.

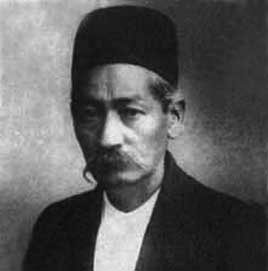
Borumands Lehrer Darvīš Khan, eigentlich Ǧolām Ḥosayn Darvīš

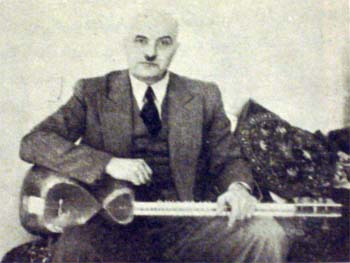
ʿAlī-Naqī Wazīrī mit der Laute tār

Mit sieben Jahren begann Borumand, die Bechertrommel zarb zu schlagen. Es war offensichtlich eine übliche Praxis, dass Nachwuchsmusiker auf der zarb für die rhythmische Begleitung der melodischen Kompositionen (radīf, Plural radīf-hā) sorgen durften. Wie Borumand erzählte, überließ ihm mit 13 Jahren sein Vater die Entscheidung, Kalligrafie oder Musik zu studieren. Borumand wählte den Musikunterricht bei Darvīš Khan und lernte die nächsten drei Jahre dessen Kompositionen und Spielweisen kennen. Jeder Meister (ustād) verfügt über einen eigenen Stil, in dem er den Formenschatz der radīfs ausgestaltet. Der Schüler übernimmt diesen Stil zunächst streng und entwickelt später seine eigenen Improvisationstechniken, die sich innerhalb des gesetzten Rahmens der radīfs und der diesen zugrundeliegenden modalen Strukturen (dastgāh) bewegen. Der Privatunterricht bei Darvīš Khan fand zwei Mal wöchentlich statt und dauerte eine halbe Stunde. Darvīš Khan wandte eine Unterrichtsmethode an, die seinerzeit noch ungewöhnlich war und erst später populär wurde. Dabei saßen diejenigen Schüler mit etwa gleichem Ausbildungsstand zusammen in einem Aufenthaltszimmer, wo sie mithören konnten, wie nacheinander jeder von ihnen im angrenzenden Musikzimmer seine Unterweisung vom Meister zu einer bestimmten Melodiefolge (guscheh) erhielt. Guscheh ist ein mit Titel versehener Bestandteil eines dastgāh, der eher als ein echtes Melodiemotiv denn als schlichte modale Struktur aufgefasst wird. Später sollte jeder Schüler den anderen seinen eben erlernten guscheh beibringen. Der Unterricht zielte mehr auf die Vermittlung der musikalischen Grundlagen und nicht so sehr auf die Spieltechniken eines Instruments. Darvīš Khan unterrichtete die Laute tār, die er für das eigentliche Nationalinstrument der iranischen Musik hielt.
Im Alter von 16 Jahren wurde Borumand zur weiteren schulischen Ausbildung nach Berlin geschickt, wo er bei einer Arztfamilie lebte und mit 22 Jahren den Gymnasialabschluss erhielt. Während seines Aufenthalts in Deutschland kümmerte er sich nicht um iranische Musik, die ihm mit der europäischen Lebensweise unvereinbar erschien. Stattdessen nahm er zwei Jahre lang Klavierunterricht und begann sich für westliche Klassik, besonders für Mozart zu interessieren. Nachdem er 1928 für ein Jahr nach Teheran zurückgekehrt war, wandte er sich wieder ganz der iranischen Musik zu. Einer seiner Lehrer hieß Mūsā Maʿrūfī, ein Traditionalist und Schüler des zwischenzeitlich verstorbenen Darvīš Khan. Daneben gab es ʿAlī-Naqī Wazīrī (Ali Naqi Vaziri, 1887–1979), der 1923 nach einem fünfjährigen Aufenthalt in Berlin und Paris in den Iran zurückgekehrt war. Wazīrī war ein Tar-Spieler, Musiktheoretiker und trat als Erneuerer der iranischen Musik auf, die er mit der europäischen Musik zu verbinden suchte. Borumand nahm für ein Jahr Tar- und Setar-Unterricht bei Musā Maʿrufi, einem Lehrer im Umkreis von Wazīrī, den er jedoch bat, ihm nur die älteren, traditionellen Kompositionen beizubringen und auf deren Notation nach westlichem Vorbild zu verzichten.
Dem Wunsch seines Vaters folgend, einen etwas „praktischeren Beruf“ zu erlernen, ging Borumand 1929 zurück nach Berlin, um dort Medizin zu studieren. Nach sechs Semestern, als er eben das Physikum abgeschlossen hatte, geschah ein Unglück, das ihn zum sofortigen Abbruch seines Studiums zwang. In beiden Augen löste sich die Netzhaut ab, worauf er dauerhaft erblindete. 1935 ging er in den Iran zurück und ließ sich im Süden Teherans nieder. Hatte er sich in Deutschland während des Studiums zuletzt mit der westlichen Klassik beschäftigt, so konzentrierte er sich nunmehr ganz auf die iranische Musiktradition. Nebenher unterrichtete er an einigen Schulen und Hochschulen die deutsche Sprache, die er sehr gut beherrschte.
Anstelle der tār spielte er nun überwiegend die etwas zarter klingende Langhalslaute setār und zusätzlich das trapezförmige Hackbrett santūr. Sein Santur-Lehrer war Habib Somāʾ (1901–1946), Sohn von Soma Huzur, der im Haus seiner Eltern aufgetreten war. Somāʾ erteilte seit 1938 Unterricht. Er gilt als der letzte große Santur-Virtuose der zur Kadscharenzeit gepflegten Spieltradition. Für die nächsten zwölf Jahre beschäftigte Borumand sich mit Somāʾs Kompositionen und denen anderer Musiker, darunter bis 1958 mit dem Gesangsstil von Seyyed Hossein Taherzadeh, obwohl Borumand selbst nicht sang. Aus all dem entwickelte Borumand einen eigenen Musizierstil, der sich nach seinen Worten im Wesentlichen an seinem alten Lehrer Darvīš Khan und an dessen Schüler Mūsā Maʿrūfī orientierte.
Bis 1965 lebte Borumand bis auf den Unterricht, den er empfing und den er erteilte weitgehend zurückgezogen. Er gab keine öffentlichen Konzerte. Die Wende kam zu einer Zeit, als unter den Kulturschaffenden eine Rückbesinnung auf die persische Tradition einsetzte und man an der Universität Teheran beschloss, einen Studiengang für klassische iranische Musik zu gründen. Der Leiter der damaligen Musikabteilung, Mahdī Barkešlī, lud Borumand ein, als führender Lehrer für radīf zu unterrichten. Borumand begann, in der Methode des traditionellen Lehrer-Schüler-Verhältnisses, wie er selbst ausgebildet worden war, zwei Mal in der Woche eine Klasse zu unterrichten. 1967 lehrte er einige Wochen als Gastprofessor an der University of Illinois. Von 1970 bis zu seinem Ruhestand 1974 hatte er eine ordentliche Professorenstelle in Teheran inne. Erst 1975 gab er seine bisherige Haltung gegen Mitschnitte seiner Konzerte auf und erlaubte dem Ministerium für Kunst und Kultur, von ihm auf der tār vorgetragene radīfs aufzuzeichnen. Diese erste quasi „offizielle“ Tondokumentation enthält unter anderem 15 guschehs aus dem dastgāh schur, die Borumand 1968 – von seinem Schüler Bruno Nettl während einer Unterrichtseinheit mitgeschnitten – in derselben Reihenfolge vorgetragen hatte.

## Wirkung
Gegen Ende des 19. Jahrhunderts befand sich die klassische iranische Musik auf einem langsamen Rückzug, der mit einem allgemeinen Niedergang der nationalen kulturellen Tradition und einer zunehmenden Verwestlichung zusammenhing. Seit dem Mittelalter war die Musik religiös geprägt und der Gesang dominierte in der poetischen Form des Ghasel. Der Instrumentalist wiederholte beim radīf die zunächst gesungenen Einheiten in einem eigenen Abschnitt. Der radīf wurde nicht notiert, sondern vom Lehrer mündlich an den Schüler weitergegeben, indem der Lehrer eine Phrase vorsang oder vorspielte und der Schüler diese getreulich wiederholte. Borumands erster Lehrer Darvīš Khan teilte seine Schüler in drei Klassenstufen ein. Über eine Gesamtzeit von etwa zehn Jahren vermittelte er in jeder Stufe ein umfassenderes Verständnis von einem radīf.
Nach Aussage von Borumand war das musikalische Repertoire im 19. Jahrhundert weitgehend festgelegt und erlaubte kaum persönliche Freiheiten. Unter Darvīš Khan und seinen Zeitgenossen am Anfang des 20. Jahrhunderts begann sich der formale Rahmen zu lockern. Darvīš Khan hatte unter anderem bei dem 1868 als Lehrer für europäische Militärmusik nach Teheran gekommenen Franzosen A. Lemaire studiert. Ein einflussreicher Fürsprecher für eine Verbindung der iranischen mit der europäischen Musik war ʿAlī-Naqī Wazīrī, der auf der Grundlage der alten Skalen (dastgāh) neue Melodieformen einführte. Borumand lehnte eine solche Vermischung aus theoretischen Überlegungen heraus ab, ebenso wenig konnte er sich mit der Niederschrift der persischen Musik in westlicher Notation abfinden, die ab den 1920er/1930er Jahren von einigen Musikern praktiziert wurde. Borumand wollte die Musik nicht von ihrem kulturellen Umfeld trennen, deshalb hatte er sich in Deutschland ausschließlich mit westlicher Klassik und im Iran nur mit der eigenen Musiktradition beschäftigt.
Borumands Entscheidung, Medizin zu studieren, war nicht allein dem Wunsch des Vaters geschuldet. Im 19. Jahrhundert waren Berufsmusiker üblicherweise an einem der Fürstenhäuser angestellt. Dort traten sie in kleinen Ensembles bei Veranstaltungen zur Unterhaltung ihres Gönners auf und reisten in seiner Begleitung über Land. Sie besaßen wenig persönliche Freiheiten und mussten um Erlaubnis bitten, wenn sie vor anderem Publikum auftreten wollten. Berufsmusiker besaßen ein geringes gesellschaftliches Ansehen, sie galten als unzuverlässig und stets verschuldet. Dagegen zog Borumand es vor, als Amateur, der von seinem Vermögen lebte, die Entscheidungsfreiheit zu besitzen, wann und vor wem er wollte zu musizieren. Die Fähigkeit zur musikalischen Improvisation konnte für ihn nur mit persönlicher Freiheit einhergehen. Insofern verkörperte er das iranische Idealbild einer unabhängigen Musikerpersönlichkeit.
Als er 1965 als Dozent an die Teheraner Universität berufen wurde, geschah dies zu einer Zeit, in der das Interesse an klassischer iranischer Musik wieder größer wurde und von den Meistern des traditionellen Stils aus dem Anfang des 20. Jahrhunderts nur noch wenige am Leben waren. Borumand verstand sich zeit seines Lebens als Bewahrer der Tradition. So wie er in seiner Jugend die Neuerungen eines Darvīš Khan angenommen hatte, so beharrte er später auf der Beibehaltung der traditionellen Unterrichtsmethoden und Spielweisen, die genaues Auswendiglernen beinhalteten, und urteilte über Musiker, die Noten vom Blatt spielten, dass ihnen dadurch der innere Zugang zur Musik fehle.
Borumand mochte nicht vor mehr als einer Handvoll Zuhörer auftreten und reagierte zurückhaltend auf die öffentliche Bekanntheit, die er in seinen letzten Jahren erlangt hatte. Zugleich empfand er es als seine Pflicht zu unterrichten, um die Musik zu erhalten und an die Nachwelt weiterzugeben. Ustād Borumand, der von seinen Freunden Nour-Ali Khan genannt wurde, galt als großer Musiktheoretiker und als der zu seiner Zeit bedeutendste Bewahrer des radīf der traditionellen iranischen Musik. Er selbst verstand sich als einziges Bindeglied zu den Meistern des 19. Jahrhunderts. Viele bekannte Musiker, die von ihm unterrichtet wurden, billigen ihm bis heute diese Rolle zu. Es gab andere Musiker, die seine konservative Einstellung kritischer beurteilten. Da Borumand kaum Tonaufnahmen seiner Aufführungen zuließ, ist er nur auf einer einzigen Schallplattenveröffentlichung zu hören, bei der er einen Sänger auf der tār begleitet. Zu seinen iranischen Studenten zählten der Sänger Mohammad-Resa Schadscharian (1940–2020), die Tar- und Setar-Spieler Mohammad Reza Lotfi (1947–2014), Hossein Alizadeh (* 1951) und Dariusch Talai (* 1953), sowie der Santur-Spieler Madjid Kiani (* 1941). Ferner erhielten die Musikethnologen Jean During (* 1947), Bruno Nettl (* 1930), Gen’ichi Tsuge (* 1937) und Margaret L. Caton bei ihm Unterricht.